# Erminio Sommaruga
Erminio Sommaruga (Pavia, 1893 – Marsala, 24 luglio 1943) è stato un militare italiano insignito della medaglia d'oro al valor militare alla memoria nel corso della seconda guerra mondiale.

## Biografia
Nacque a Pavia nel 1893. Conseguito a Piacenza il diploma di perito agrimensore nel 1911, due anni dopo fu arruolato nel Regio Esercito ed ammesso a frequentare il corso allievi ufficiali di complemento presso il 3º Reggimento artiglieria da fortezza e nel novembre 1914 venne nominato sottotenente. Assegnato al 10º Reggimento artiglieria da fortezza, partecipò dal 24 maggio 1915 alla prima guerra mondiale, venendo posto in congedo nel 1920 col grado di capitano. Ritornato alla vita civile, venne assunto come geometra dapprima al Consorzio Bonifiche dell'Alta Italia e poi, dal 1930, al Consorzio Bonifiche della Piana di Catania. Promosso maggiore a scelta nel 1934, dopo un mese di richiamo nel 1939 presso il 24º Reggimento artiglieria divisionale, fu mobilitato il 31 maggio 1940 ed assegnato al 22º Reggimento artiglieria "Palermo". Divenuto tenente colonnello nel dicembre 1942, fu destinato nell'aprile 1943 a prestare servizio, come comandante del XX Gruppo, presso il 287º Reggimento costiero schierato in posizione nei pressi di Marsala.
Dopo l'inizio dell'operazione Husky egli ostacolò per ben due giorni l'occupazione di Marsala da parte degli anglo-americani, alla guida di un caposaldo in posizione dominante, sia sul versante costiero che sul versante di terra, continuò a far fuoco con le artiglierie, tanto sulle navi Alleate che si trovavano ormai a ridosso della costa, quanto sui mezzi corazzati americani che stringevano d'assedio la sua posizione. Esaurite le munizioni e ogni possibilità di difesa, circondato dal nemico, rimasto da solo e rifiutata ogni proposta di resa agli americani, il 24 luglio 1943 venne da questi ultimi fucilato. Fu insignito della medaglia d'oro al valor militare alla memoria.
Una caserma di Catania e una via di Marsala, dove c'è anche un monumento commemorativo, portano il suo nome.